# Gereco
Geraldo Antonio de Lima, o Gereco, (11 de novembro de 1922 — 13 de janeiro de 2003), foi um jogador de futebol profissional que defendeu o E.C. Bahia na década de 1940.

## Carreira profissional
Gereco defendeu apenas o E.C.Bahia em sua carreira de 15 anos entre os anos de 1939 a 1953. Recebeu propostas para ir para o Fluminense-RJ, mas D. Maria não queria que o filho fosse jogar longe de Salvador. Disputou todos seus jogos pelo Tricolor sempre com o lema: “Defendendo as cores do E.C. Bahia como se fosse patrimônio meu”.
O atacante, Gereco, jogou 329 jogos e marcou 56 gols. Em toda sua carreira, nunca cometeu uma falta desleal, foi punido ou sequer advertido pelos juízes ou pela diretoria do clube. Jogava o fino da bola e era fino cavalheiro, capaz de passes de calcanhar, de passar por cima da bola e depois dar de paulista por cima do adversário.[parcial?]
Em 1956, Gereco recebeu o prêmio Belfort Duarte (29 de dezembro de 1955), concedido a jogadores cuja conduta disciplinar seja exemplo para o esporte. Prata-da-casa, foi Bicampeão em 1938/40, mas sua grande glória foi ser campeão pelo profissional do E.C. Bahia. Em 1940,1944,1945,1947,1948,1949,1950,1952, jogou ao lado de craques como Maneca, Zé Hugo, Lessa, Fabrini, Velau, Evilásio e Isaltino.
Ao lado de Zé Hugo, Fabrini, Velau e Isaltino, Gereco fez parte do time do E.C.Bahia que, em 1949, pela primeira vez foi chamado de “Esquadrão de aço” (dando origem ao mascote do clube o "super-homem") em uma manchete no jornal A Tarde, escrito pelo jornalista Aristóteles Góes. Na mesma época houve também a composição do hino do clube por Adroaldo Ribeiro Costa, considerado pelo historiador Cid Teixeia o hino mais popular da história do estado ao lado do hino do Senhor do Bonfim.

## Fotos

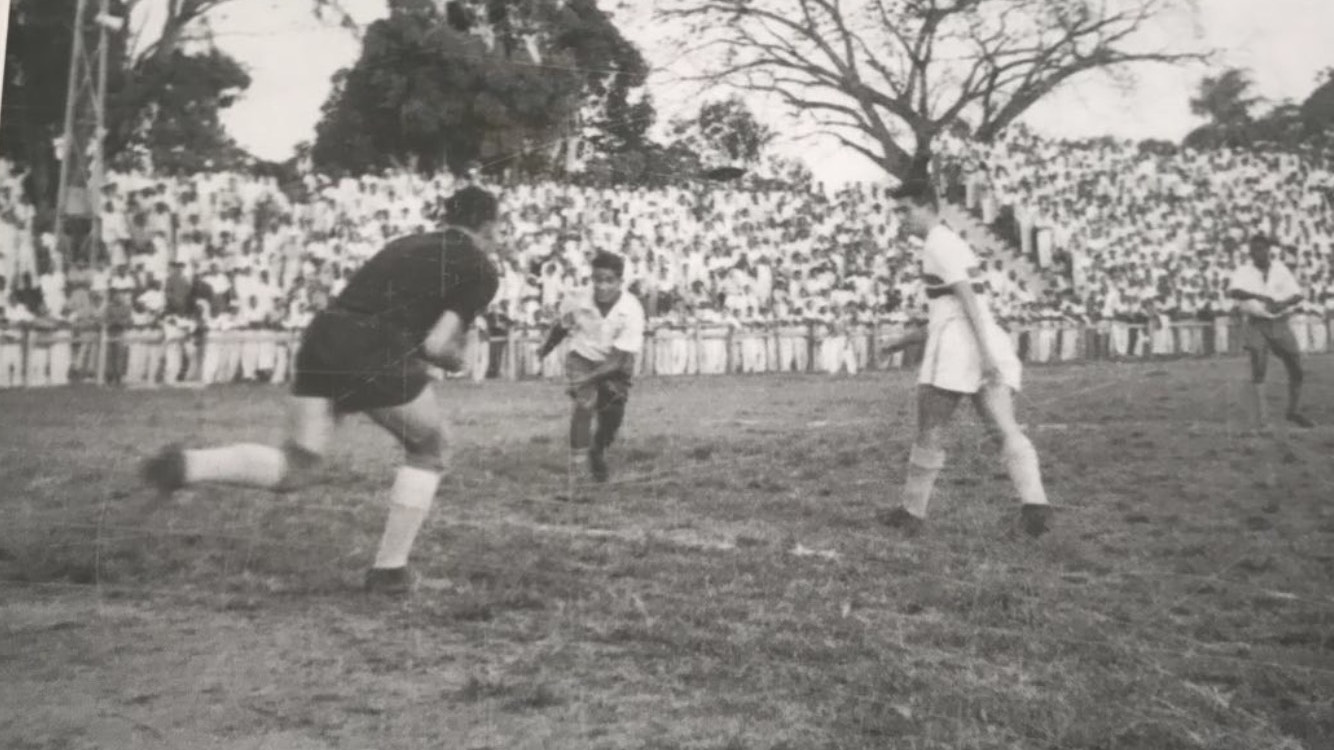
Ainda caído, Gereco faz o seu na vitória de 7x2 sobre o Sao Paulo FC.
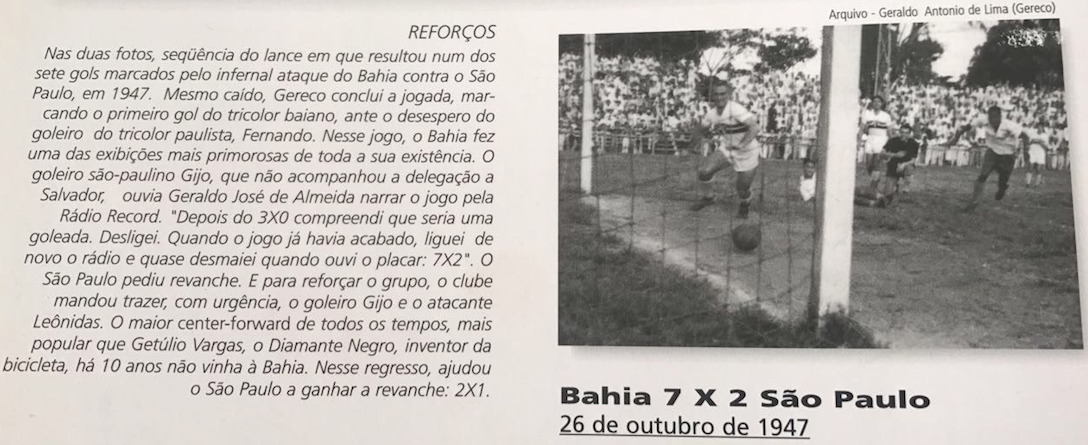
Jogo contra o Sao Paulo
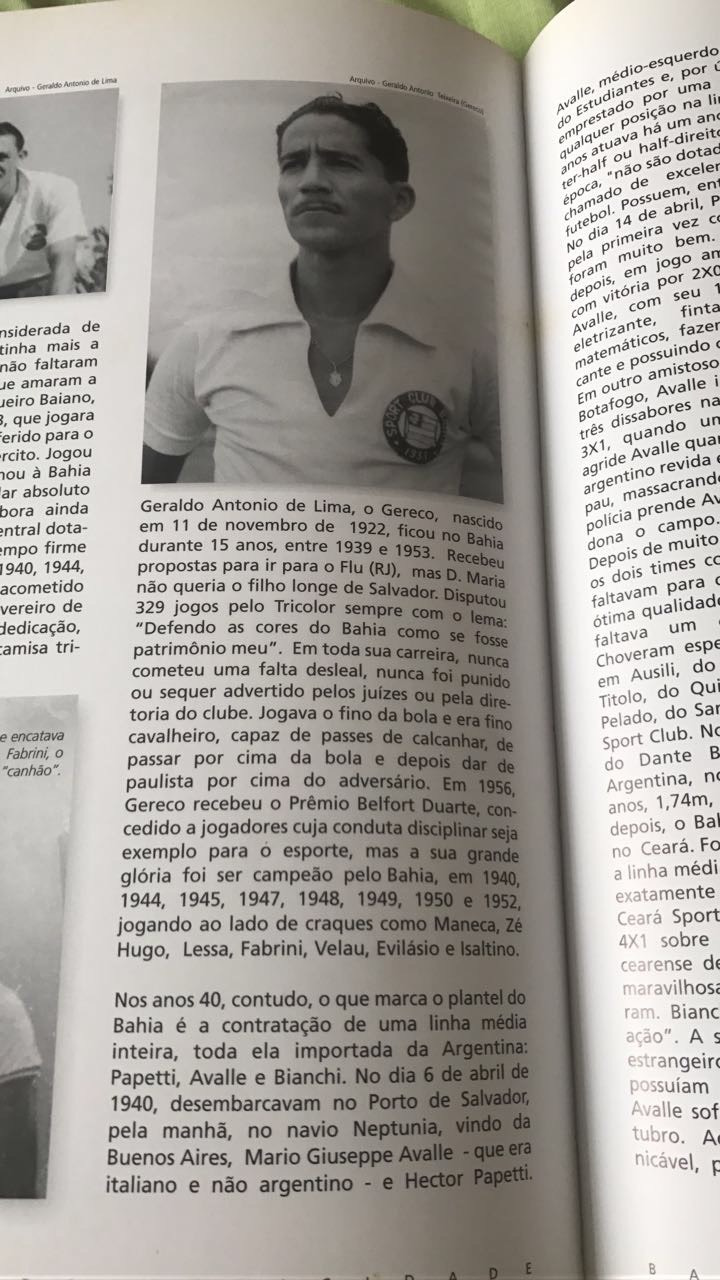
Historia do Gereco
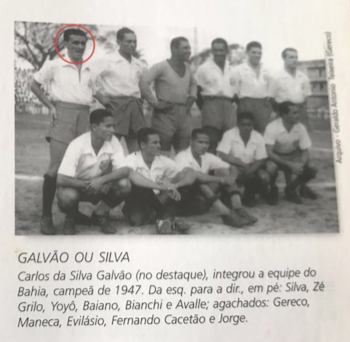
Time campeão em 1947
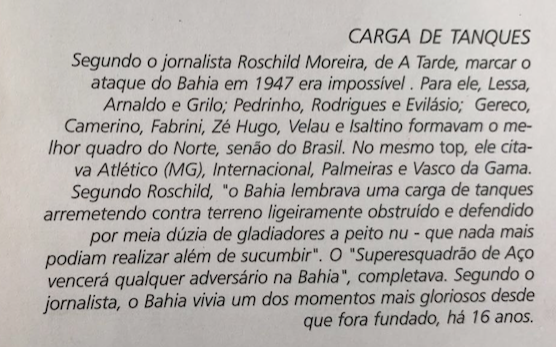
Noticias sobre equipe na época
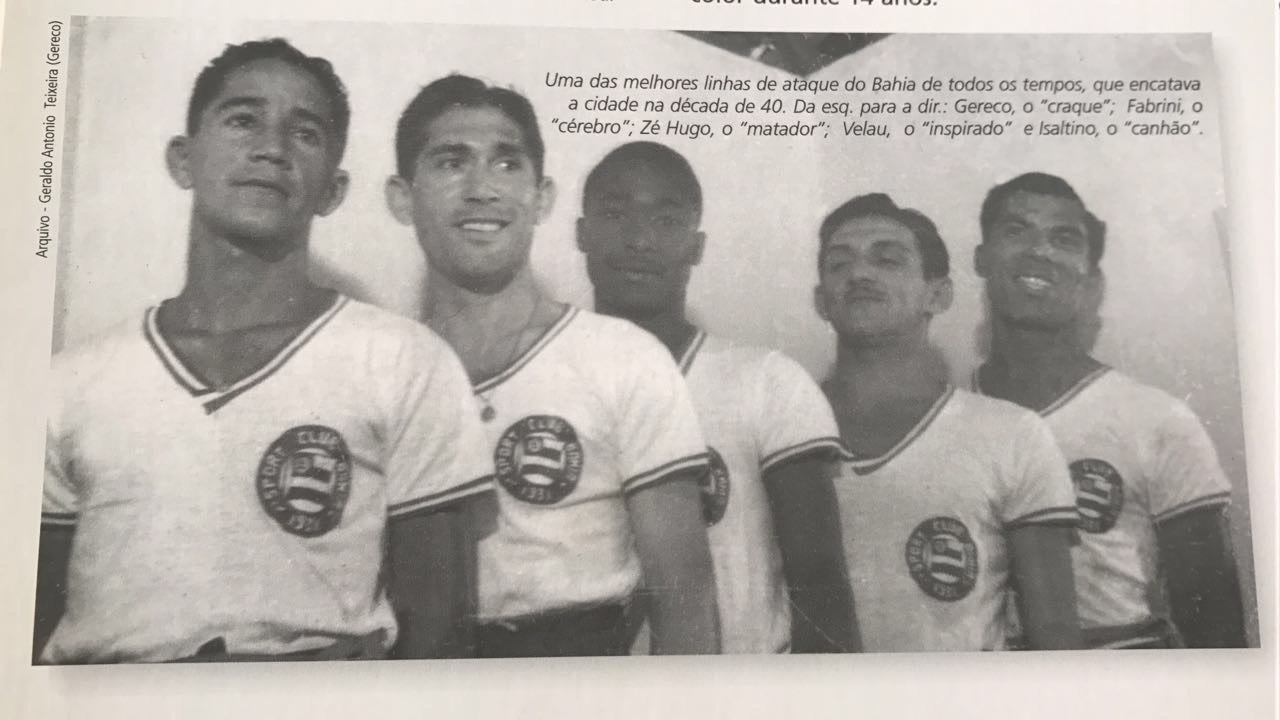
Ataque do Bahia, o primeiro a ser chamado de "esquadrão de aço"
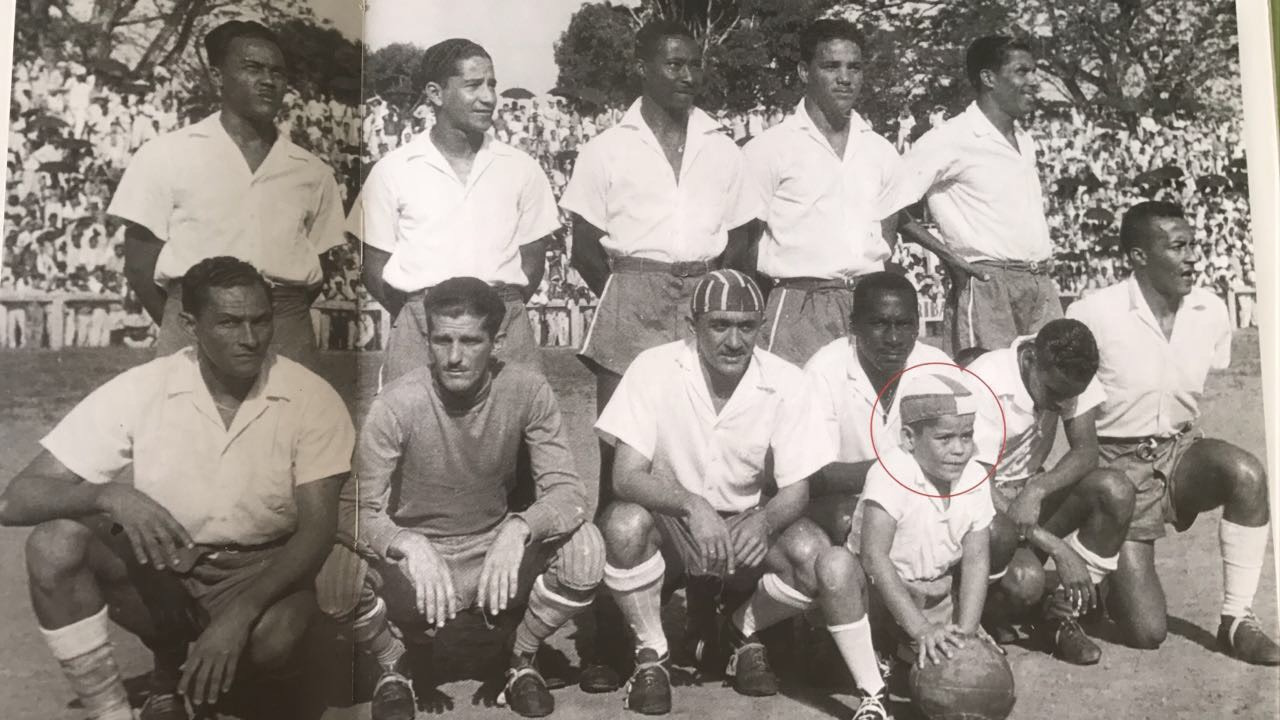
Equipe em 1948
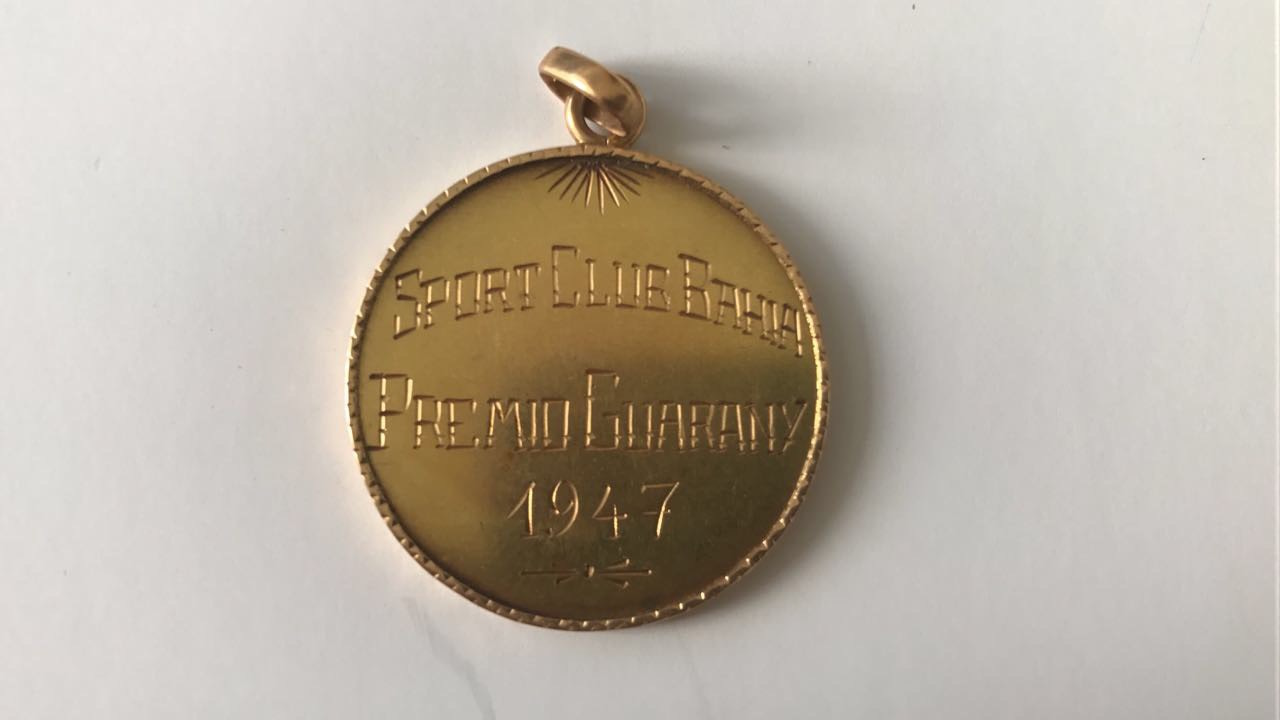
Medalha de ouro do prêmio Belfort Duarte
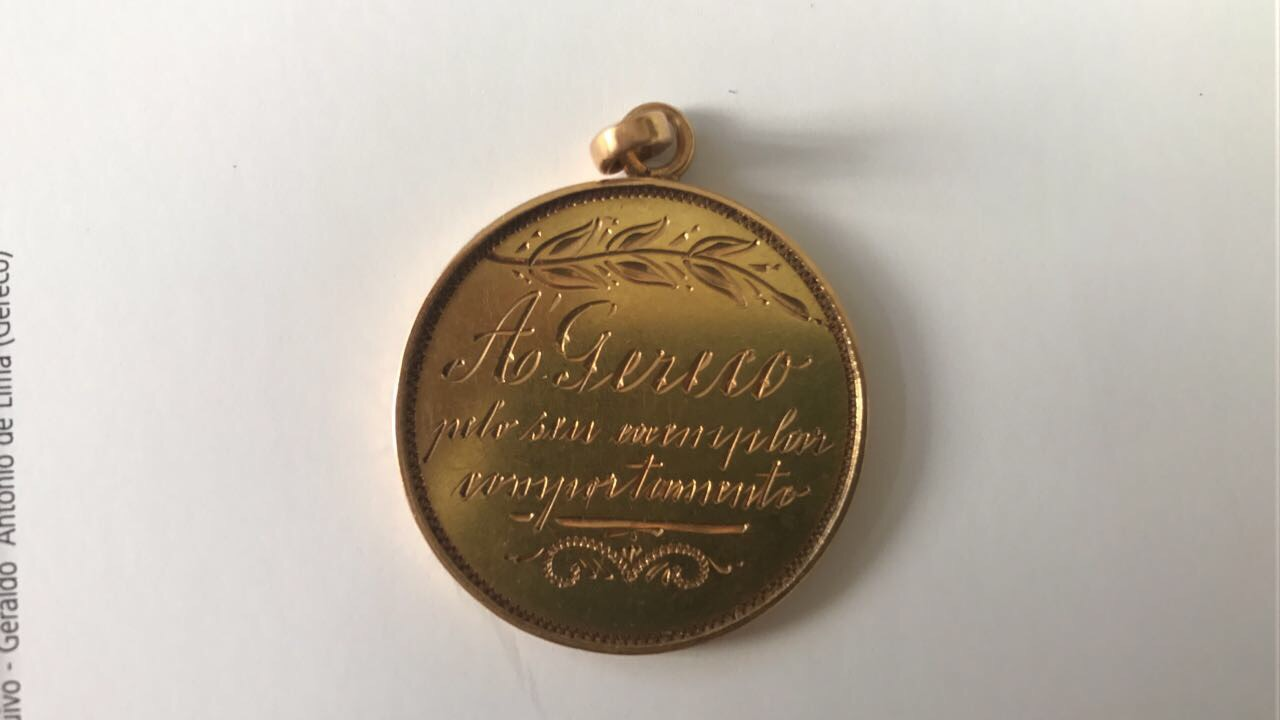
Medalha de ouro do prêmio Belfort Duarte